# Ан-77
Ан-77 — турбореактивний середній військово-транспортний літак.

## Опис
По суті є глибокою модернізацією гвинтовентиляторного середнього військово-транспортного літака короткого злету і посадки Ан-70 під двигуни CFM56-5А1 і авіоніку світових виробників.
Згідно із розрахунковими характеристиками Ан-77 (комерційне навантаження близько 47 тонн) займає нішу між основним військово-транспортним літаком США Lockheed C-130 Hercules з комерційним навантаженням до 21 тонни і стратегічним Boeing C-17 Globemaster III — з навантаженням до 76 тонн.
Буде оснащений вантажною кабіною великих габаритів, автономним бортовим комплексом завантаження і розвантаження, шасі з функцією присідання. Перспективно зможе перевозити вантажі великогабаритну та важку військову техніку, вертольоти, особовий склад (300 солдатів, 110 десантників, 206 поранених).
У липні 2017 року запропонований у розвиток як спільний українсько-американський проєкт.
Також антонівці розглядають можливість розробки Ан-77 з арабськими партнерами на базі успішної реалізації Ан-132.
25-29 квітня 2018 року Ан-77 взяв участь в міжнародному авіасалоні Eurasia-2018 (Анталія, Туреччина) на статичному стенді та у програмі демонстраційних польотів.